# 總督轄區
总督辖区，是宗主国为方便管辖其殖民地而设置的殖民地行政区划，罗马帝国、西班牙帝国等国都曾设置总督辖区。